# Paul Böckmann
Paul Böckmann (* 4. November 1899 in Hamburg; † 22. April 1987 in Köln) war ein deutscher Germanist und Begründer der literaturwissenschaftlichen Formgeschichte mit seinem Werk Formgeschichte der deutschen Dichtung (1949).

## Leben
Paul Böckmann wurde 1917 als Soldat im Ersten Weltkrieg eingezogen und kehrte 1918 verwundet zurück. 1919 nahm er sein Studium der deutschen Literatur an der neu gegründeten Universität Hamburg auf. Er arbeitete bei Robert Petsch und Ernst Cassirer, dessen Vorlesungen zur Philosophie der symbolischen Formen (publiziert in drei Bänden 1923–1929) das Fundament für Böckmanns spätere Konzeption der Formgeschichte legten. 1923 wurde Böckmann mit einer Doktorarbeit über Schillers Geisteshaltung als Bedingung seines dramatischen Schaffens (erschienen 1925) promoviert.
Böckmann unterzeichnete am 11. November 1933 das Bekenntnis der deutschen Professoren zu Adolf Hitler. Er beantragte am 21. Juli 1937 die Aufnahme in die NSDAP und wurde rückwirkend zum 1. Mai desselben Jahres aufgenommen (Mitgliedsnummer 4.484.198). 1938 wurde er ao. Professor an der Ruprecht-Karls-Universität Heidelberg. 1949 erhielt er dort faktisch den Lehrstuhl (er war zunächst außerordentlicher Professor „mit der Amtsbezeichnung und den Rechten eines o. Professors“ und wurde 1953 zum Ordinarius für Neuere deutsche Literaturgeschichte ernannt), wechselte aber 1958 an die Universität zu Köln, wo er Ordinarius wurde. Seit 1944 war er Mitglied der Heidelberger Akademie der Wissenschaften.

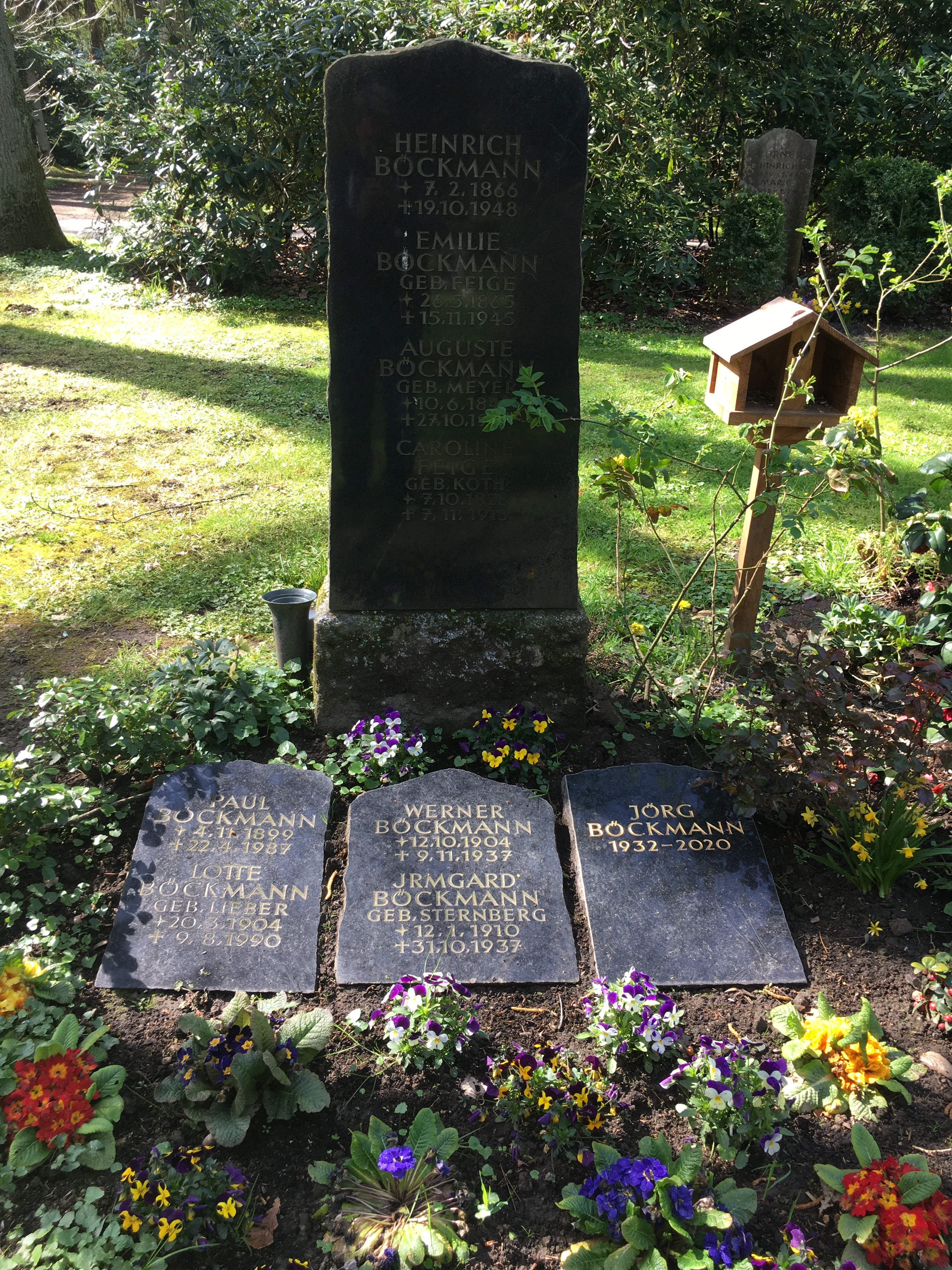
Familiengrabstätte auf dem Friedhof Ohlsdorf im Planquadrat Q 19

Die erste Aufarbeitung der Rolle der Germanistik während des Nationalsozialismus in der zweiten Hälfte der 1960er Jahre hatte für Böckmann, der während der Nazi-Zeit durchgehend in Amt und Würden gewesen war und entsprechende Zugeständnisse gemacht hatte, noch keine Folgen. 1998 jedoch erhob der Aachener Linguist Ludwig Jäger Vorwürfe gegen ihn, weil er dem ehemaligen SS-Hauptsturmführer Hans Schwerte alias Schneider 1964/65 auf einen Aachener Germanistik-Lehrstuhl verholfen habe. Die Beweisführung Jägers wurde von Klaus Weimar und Claus Leggewie stark in Zweifel gezogen, wenn nicht widerlegt. Die von Böckmann begründete Methode der Formgeschichte hatte jedoch vorher schon einen Prestigeverlust erlitten bzw. begonnen, sich in die modernen Methoden der Begriffsgeschichte und der Kulturanthropologie aufzulösen.
Böckmann gilt als einer der „Königsmacher“ der Nachkriegsgermanistik. Etliche einflussreiche Professoren (Walter Müller-Seidel, Wolfgang Preisendanz, Hans-Henrik Krummacher) sind aus seiner Schule hervorgegangen.
Paul Böckmann fand seine letzte Ruhe in der Familiengrabstätte auf dem Friedhof Ohlsdorf in seiner Geburtsstadt.

## Werk
1933 erschien mit dem Aufsatz Das Formprinzip des Witzes in der Frühzeit der deutschen Aufklärung der erste programmatische Beitrag zur Formgeschichte, der auch in den 1948 erschienenen ersten Band der Formgeschichte der deutschen Dichtung einging. Dieser erste Band unter dem Titel „Von der Sinnbildsprache zur Ausdruckssprache. Der Wandel der literarischen Formensprache vom Mittelalter zur Neuzeit“ behandelte die deutsche Literatur bis zur Epoche des Sturm und Drang einschließlich Schillers Jugenddramen. Ein zweiter Band unter dem Titel „Die Entfaltung der Ausdruckssprache“ zum 19. und 20. Jahrhundert war geplant, erschien jedoch nie, obwohl mit dem Buch Hölderlin und seine Götter (1935) und seinen Aufsätzen zu Nietzsche (1953) und zur modernen Lyrik (1953) bereits umfangreiche Vorarbeiten vorlagen. Insbesondere das Werk Formensprache (1966) und die postum herausgegebene Aufsatzsammlung Dichterische Wege der Subjektivierung betrachtet man heute als inoffiziellen Ersatz für die nie erschienene Fortsetzung des Monumentalwerks Formgeschichte.

## Schriften
- Schillers Geisteshaltung als Bedingung seines dramatischen Schaffens. 1925.
- Das Formprinzip des Witzes in der Frühzeit der deutschen Aufklärung. In: Jahrbuch des freien deutschen Hochstifts. 1932/33, S. 52–130.
- Formgeschichte der deutschen Dichtung. Bd. 1: Von der Sinnbildsprache zur Ausdruckssprache. Der Wandel der literarischen Formensprache vom Mittelalter zur Neuzeit. Hoffmann & Campe, Hamburg 1949.
- Hölderlin und seine Götter. München 1935.
- Die Bedeutung Nietzsches für die Situation der modernen Literatur. 1953.
- Die Sageweisen der modernen Lyrik. 1953.
- Formensprache. Hoffmann & Campe, Hamburg 1966; Neuausgabe: Wissenschaftliche Buchgesellschaft, Darmstadt 1973.
- Dichterische Wege der Subjektivierung. Studien zur deutschen Literatur im 19. und 20. Jahrhundert. Hg. von der Deutschen Schillergesellschaft, Niemeyer, Tübingen 1999.